# Nostra Signora della Misericordia di Pellevoisin

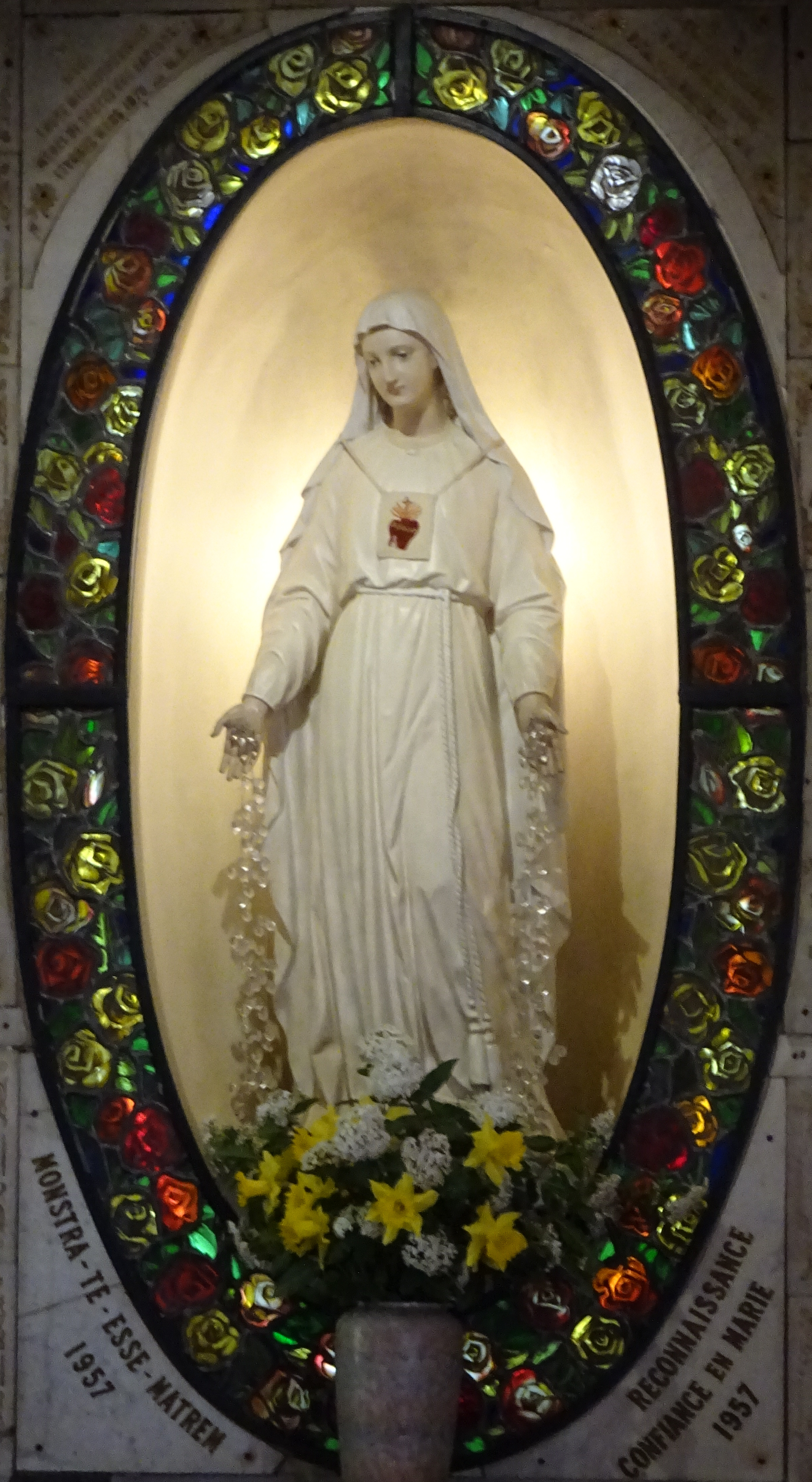
Nostra Signora di Pellevoisin

Nostra Signora della Misericordia di Pellevoisin, chiamata anche  "Madre della Misericordia", è l'appellativo con cui i cattolici venerano Maria, in seguito alle apparizioni che avrebbe avuto, nel 1876, Estelle Faguette, una domestica trentaduenne, povera e inferma, presso Pellevoisin, piccolo comune della Francia centrale.
Sebbene le apparizioni non siano ancora state riconosciute ufficialmente dalla Chiesa cattolica, nel 1983 l'arcivescovo di Bourges riconobbe ufficialmente come miracolosa la guarigione di Estelle, avvenuta nel 1876.
Il 30 agosto 2024 in una lettera (approvata dal papa il 22 luglio) indirizzata all'arcivescovo locale Jérôme Beau, il cardinale Fernández ha dato il nihil obstat circa la "devozione che è raccomandabile per coloro che desiderano liberamente aderirvi".

## La storia delle apparizioni
Estelle Faguette nacque a Pellevoisin il 12 settembre 1843. Lei lavorava per la famiglia La Rochefoucauld-Montbel, che ha fatto molto per il Santuario.
Ammalata da anni di tumore, colpita anche dalla tubercolosi e da una paralisi a un braccio, dal 14 febbraio all'8 dicembre 1876 avrebbe avuto quindici apparizioni mariane.
Secondo quanto da lei riferito, durante la quinta apparizione, il 19 febbraio 1876, guarì improvvisamente e completamente, come le aveva preannunciato la Madonna. Su invito del parroco di Pellevoisin, don Artemio Salmon, descrisse la sua esperienza nel Racconto delle apparizioni. Nel 1901 scrisse, su invito del vescovo di Orléans, M. Touchet, la propria autobiografia, relativamente al periodo 1843-1876.
Nei messaggi riportati da Estelle, la Vergine, oltre a raccomandarle bontà, semplicità, pazienza, fiducia e coraggio, le ricorda la sua mediazione misericordiosa presso il Figlio, aggiungendo di essere venuta per la conversione dei peccatori, e raccomandando la preghiera e la diffusione dello scapolare del Sacro Cuore.
Il 30 gennaio 1900 Estelle, ricevuta da Leone XIII, avendogli riferito i messaggi, ottenne la promessa che lo scapolare, conforme al modello sul petto della Vergine, sarebbe stato approvato come unico Scapolare del Sacro Cuore.
Estelle morì a Pellevoisin il 23 agosto 1929 a 86 anni. Nel 1983 monsignor Vignacour, arcivescovo di Bourges, riconobbe ufficialmente come miracolosa la sua guarigione.